# Les McCann
Leslie Coleman McCann (Lexington, 23 de setembro de 1935 – 29 de dezembro de 2023) foi um pianista e vocalista de jazz norte-americano.

## Discografia
Fonte:

### Como líder
- Les McCann Ltd. Plays the Truth (Pacific Jazz, 1960)
- Les McCann Ltd. Plays the Shout (Pacific Jazz, 1960; Sunset, 1970)
- Les McCann Ltd. in San Francisco (Pacific Jazz, 1961)
- Pretty Lady (Pacific Jazz, 1961)
- Les McCann Sings (Pacific Jazz, 1961)
- Somethin' Special  com Richard "Groove" Holmes (Pacific Jazz, 1962)
- Les McCann Ltd. in New York (Pacific Jazz, 1962)
- On Time (Pacific Jazz, 1962)
- The Gospel Truth (Pacific Jazz, 1963)
- Les McCann Ltd. Plays the Shampoo (Pacific Jazz, 1963)
- McCanna (Pacific Jazz, 1963)
- Jazz Waltz com the Jazz Crusaders (Pacific Jazz, 1963)
- Spanish Onions (Pacific Jazz, 1964)
- McCann/Wilson com Gerald Wilson (Pacific Jazz, 1964)
- Soul Hits (Pacific Jazz, 1964)
- Beaux J. Pooboo (Limelight, 1965)
- But Not Really (Limelight, 1965)
- Les McCann Plays the Hits (Limelight, 1966)
- A Bag of Gold (Pacific Jazz, 1966)
- Live at Shelly's Manne-Hole (Limelight, 1966)
- Live at Bohemian Caverns–Washington, D.C. (Limelight, 1967)
- Bucket o' Grease (Limelight, 1967)
- From the Top of the Barrel (Pacific Jazz, 1967)
- More or Les McCann (World Pacific, 1969)
- Much Les (Atlantic, 1969)
- Swiss Movement com Eddie Harris (Atlantic, 1969)
- New from the Big City (World Pacific, 1970)
- Comment (Atlantic, 1970)
- Second Movement com Eddie Harris (Atlantic, 1971)
- Invitation to Openness (Atlantic, 1972)
- Talk to the People (Atlantic, 1972)
- Live at Montreux (Atlantic, 1973)
- Layers (Atlantic, 1973)
- Another Beginning (Atlantic, 1974)
- Doldinger Jubilee '75 (Atlantic, 1975)
- Hustle to Survive (Atlantic, 1975)
- River High, River Low (Atlantic, 1976)
- Music Lets Me Be (ABC/Impulse!, 1977)
- Change, Change, Change  (ABC/Impulse!, 1977)
- The Man (A&M, 1978)
- Tall, Dark & Handsome (A&M, 1979)
- The Longer You Wait (Jam, 1983)
- Music Box (Jam, 1984)
- Road Warriors com Houston Person (Greene Street, 1984)
- Butterfly (Stone, 1988)
- Les Is More (Night, 1990)
- On the Soul Side (MusicMasters, 1994)
- Listen Up! (MusicMasters, 1996)
- Pacifique com Joja Wendt (MusicMasters, 1998)
- How's Your Mother? (32 Jazz, 1998)
- Pump It Up (ESC, 2002)
- Vibrations: Funkin' Around Something Old Something New (Jazz Legend Project) (Leafage Jazz/Pony Canyon, 2003)
- The Shout (American Jazz Classics, 2011)
- 28 Juillet (Fremeaux, 2018)

### Como sideman
- Teddy Edwards, It's About Time (Pacific Jazz, 1960)
- Richard "Groove" Holmes, Groove (Pacific Jazz, 1961)
- Richard "Groove" Holmes, Tell It Like It Tis (Pacific Jazz, 1961)
- Lou Rawls, Stormy Monday (Capitol, 1962)
- Stanley Turrentine, That's Where It's At (Blue Note, 1962)
- Clifford Scott, Out Front (Pacific Jazz, 1963)
- Stanley Turrentine, Straight Ahead (Blue Note, 1985)
- Cash McCall, Cash Up Front (Stone, 1988)
- Herbie Mann, Deep Pocket (Kokopelli, 1994)
- Bill Evans, Soul Insider (ESC Records, 2000)

## Morte
McCann morreu no dia 29 de dezembro de 2023, aos 88 anos vítima de uma pneumonia.